# Géographie du Paraguay
Le Paraguay est un pays d'Amérique du Sud, enclavé entre le Brésil à l'est-nord-est, l'Argentine au sud-sud-ouest et la Bolivie au nord-ouest. Le Río Paraguay divise le pays en deux régions très différentes, le Paraguay de l'est ou oriental (Paraneña) et le Paraguay de l'ouest ou occidental (Chaco). Avec le Chaco s'étendant vers le nord et la région Paraneña vers le sud, le Paraguay est divisé par le tropique du Capricorne et jouit d'un climat tropical et d'un climat subtropical.

## Frontières

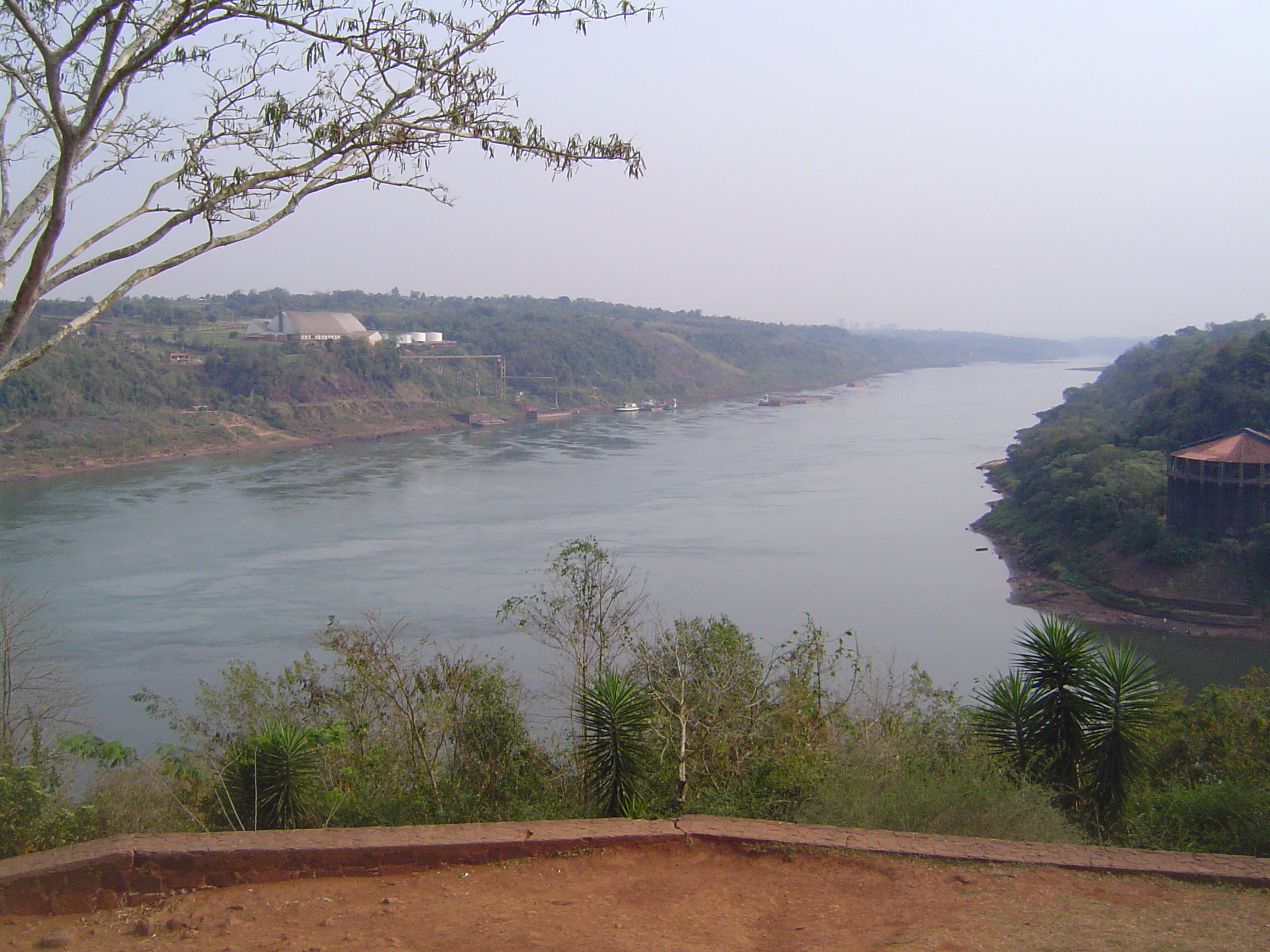
Frontière entre le Paraguay, le Brésil et l'Argentine, au confluent du Rio Paraná et du Rio Paraguay.

Le Paraguay a des frontières avec trois pays bien plus grands : la Bolivie, l'Argentine et le Brésil.
La frontière actuelle avec la Bolivie, au nord-ouest, date de 1938 (voir guerre du Chaco) et délimite les parties bolivienne et paraguayenne du Gran Chaco.
La frontière entre le Chaco et le Brésil date de 1927 ; elle suit le Rio Paraguay, à partir de la frontière avec la Bolivie, et rejoint le Rio Apa au sud. La frontière nord du Paraneña avec le Brésil date de 1872, est délimitée par les montagnes de la région au nord-est et suit ensuite le cours du Rio Paraná jusqu'à la frontière avec l'Argentine.
La frontière méridionale avec l'Argentine est délimitée par le Rio Paraná, le Rio Paraguay et le Río Pilcomayo, ces deux derniers rivières divisant le Gran Chaco entre les deux pays. Cette frontière a été définie en 1876.

## Régions naturelles

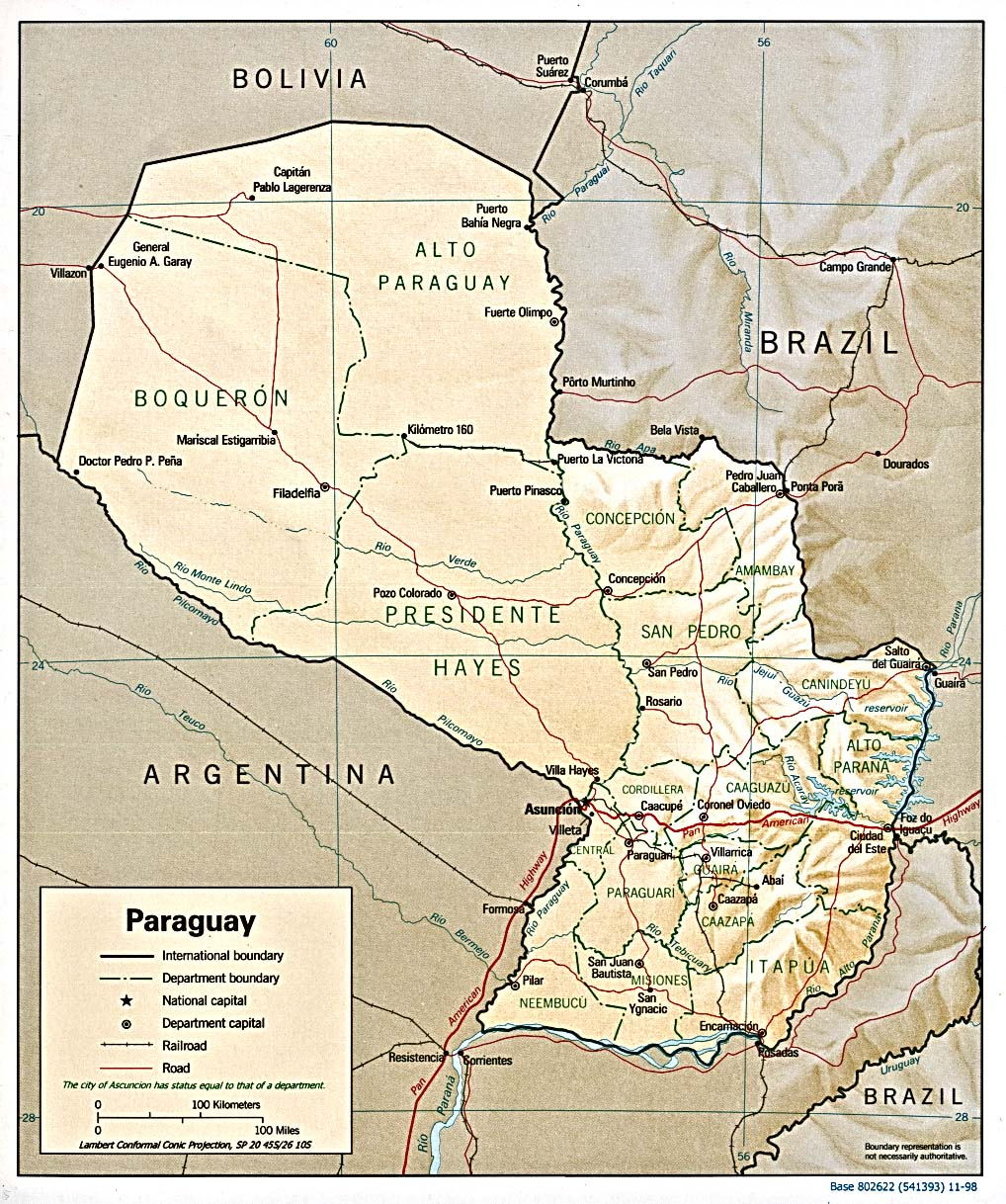
Reliefs du Paraguay : on distingue nettement les deux régions.

Les deux principales régions naturelles du Paraguay sont le Paraneña (région de plateaux, de collines, de montagnes et de vallées) et le Chaco (un vaste piémont). Environ 95 pour cent de la population vit dans le Paraneña, région montagneuse au climat plus clément. Le Paraneña, à l'est du Río Paraguay, est une zone de hauts plateaux, et devient une zone de basses terres, sujettes à des inondations, en descendant vers le nord, le long du fleuve. Le Chaco est principalement composés de plaines, qui sont alternativement inondées et desséchées.

### Paraguay oriental

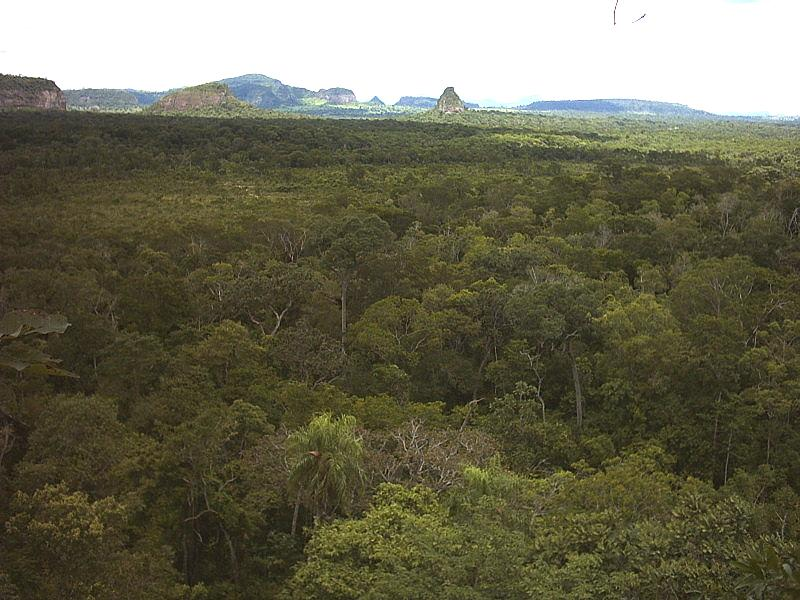
Parc national de Cerro Corá, dans le département d'Amambay, au nord du Paraguay oriental.

La région de l'est, d'une superficie de 159 800 km2 (40 pour cent du pays) s'étend du Río Paraguay à la frontière avec le Brésil et l'Argentine formée par le Río Paraná. Les collines et les montagnes qui dominent la région sont une extension d'un plateau du sud du Brésil. Le point le plus élevé culmine à 700 mètres d'altitude.
La région possède également de spacieuses plaines, de larges vallées et des basses-terres. 80 pour cent du Paraguay de l'est ne dépasse pas 300 mètres d'élévation, et son point le plus bas, à l’extrême sud du pays où confluent le Río Paraguay et le Río Paraná, est à 55 mètres.
La région est irriguée par des cours d'eau qui s'écoulent majoritairement de l'ouest vers le Río Paraguay, et quelques-uns s'écoulent vers l'est en direction du Rio Parana. Les basses prairies, sujettes aux inondations, séparent les montagnes de l'est du Río Paraguay.
Le Paraguay oriental dans son ensemble se divise naturellement en cinq sous-régions géographiques : le plateau du Paraná, les hautes terres du Nord, la ceinture de collines et la plaine centrale du centre, et la plaine du Ñeembucú.

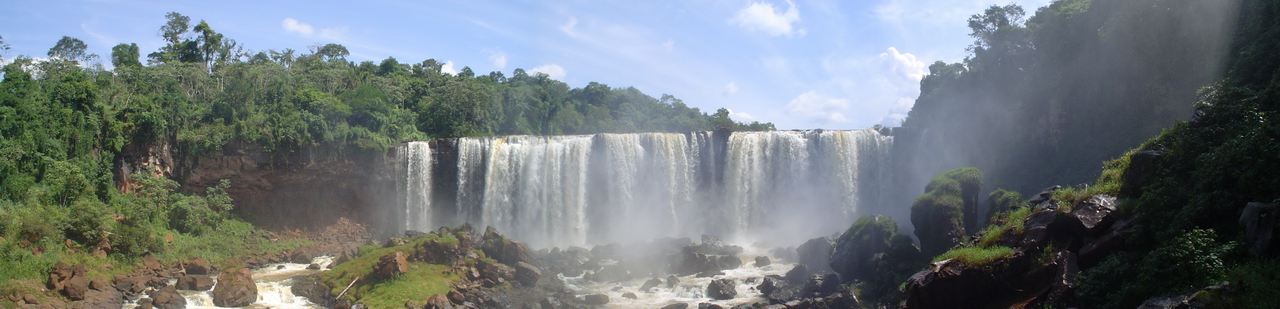
Chutes de Ñacunday, à l’extrême est du Paraguay

## Données
Localisation :  Centre de l'Amérique du Sud, au nord-est de l'Argentine

Coordonnées géographiques :  23°00' S; 58°00' W
Surface :
- Totale : 406 750 km2
- Terrestre : 397 300 km2
- Maritime : 9 450 km2

Frontières :
- Total : 3 920 km
- Pays limitrophes : Argentine (1 880 km), Bolivie (750 km), Brésil (1 290 km)

Climat :  Subtropical à tempéré
Relief :
- Le plus bas : Río Paraguay - Río Paraná, 46 m
- Le plus haut : Cerro San Rafael, 850 m

Territoire irrigué :  670 km2 (1993, estimation)